# Chromis dimidiata
A Chromis dimidiata a sugarasúszójú halak (Actinopterygii) osztályának sügéralakúak (Perciformes) rendjébe, ezen belül a korállszirtihal-félék (Pomacentridae) családjába tartozó faj.

## Előfordulása
A Chromis dimidiata előfordulási területe az Indiai-óceánban és a Vörös-tengerben van.

## Megjelenése
Ez a korállszirtihal elérheti a 9 centiméteres hosszúságot. A hátúszóján 12 tüske és 11-12 sugár van, míg a farok alatti úszóján 2 tüske és 12 sugár látható. Eme hal testének elülső fele fekete vagy sötétlila színű, míg a hátsó fele tejfehér. A hátúszójának és a farok alatti úszójának a végei, valamint a farokúszó végei majdnem átlátszóak.

## Életmódja
Trópusi és szubtrópusi tengeri hal, amely a lagúnákban, a korallszirtek peremén, vagy a vízalatti sziklaszirtek szélén él. 1-36 méteres mélységek között tartózkodik. Nem vándorol. A felnőtt példányok nagy rajokat alkotnak. Csak az ívási időszakban szakadnak el a rajtól és alkotnak párokat.

## Szaporodása
Az ívási időszakban a hím őrködik a ragadós ikrák fölött és farokúszójával mozgatja a vizet, de megeszi azokat az ikrákat, amelyek nem kelnek ki.

## Felhasználása
Az akváriumok számára ipari mértékben halásszák.

## Képek

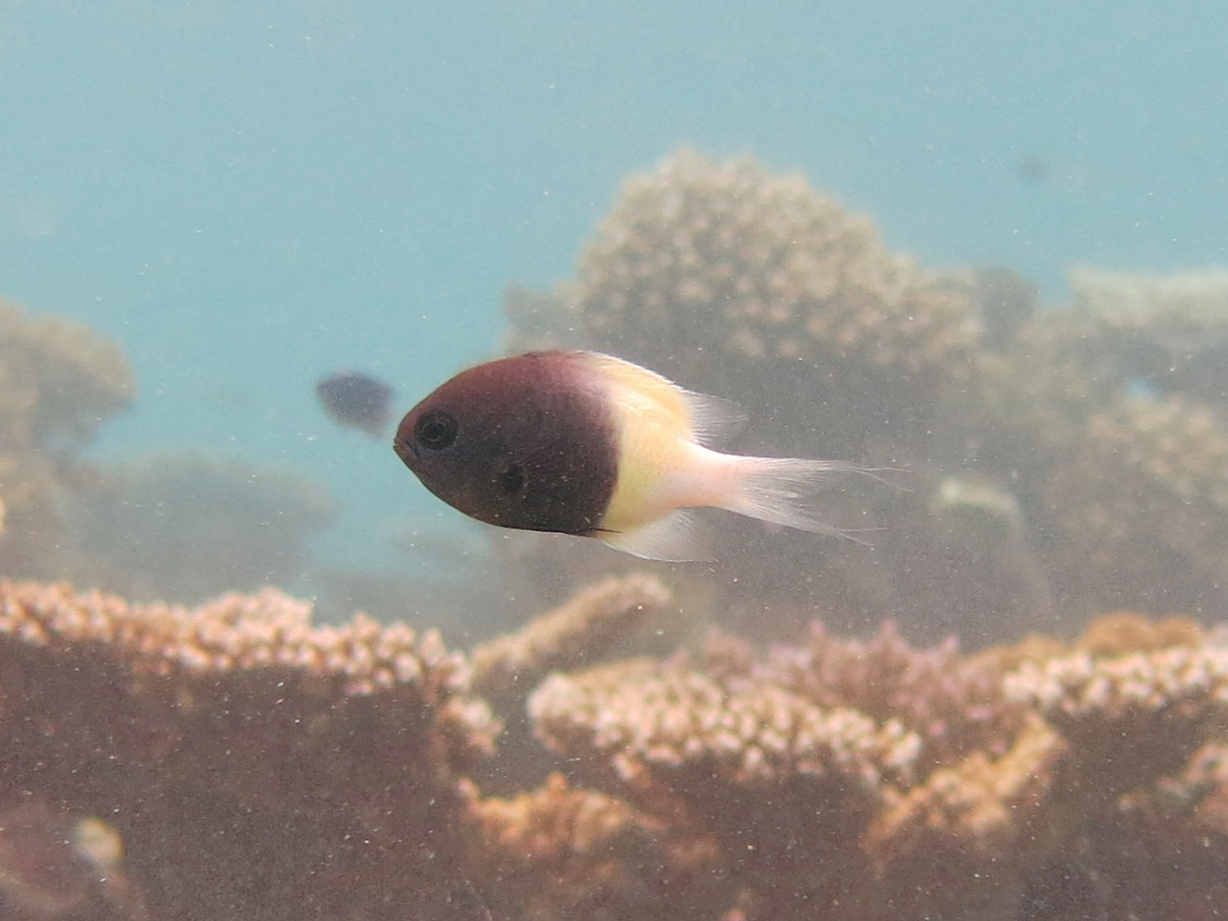
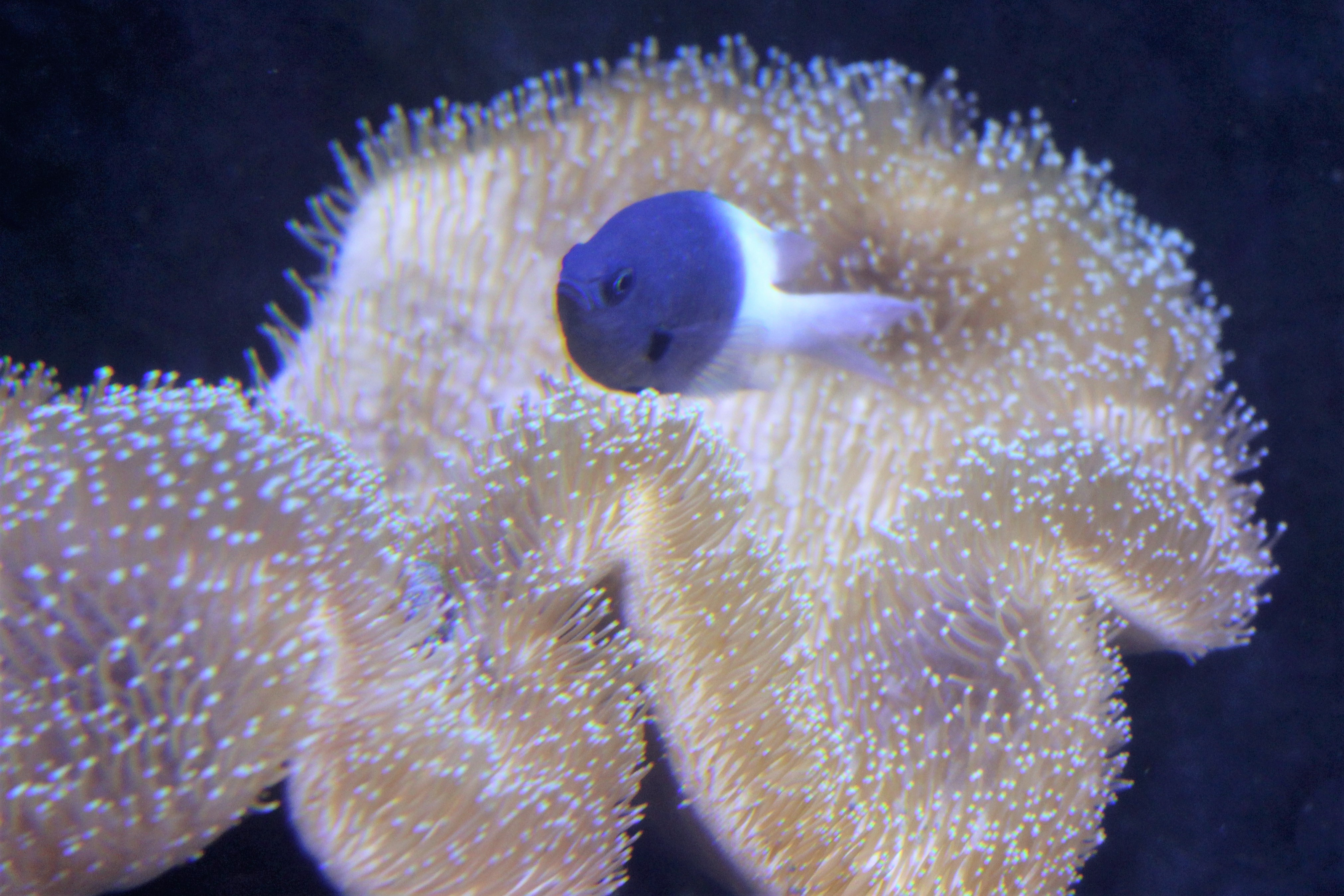
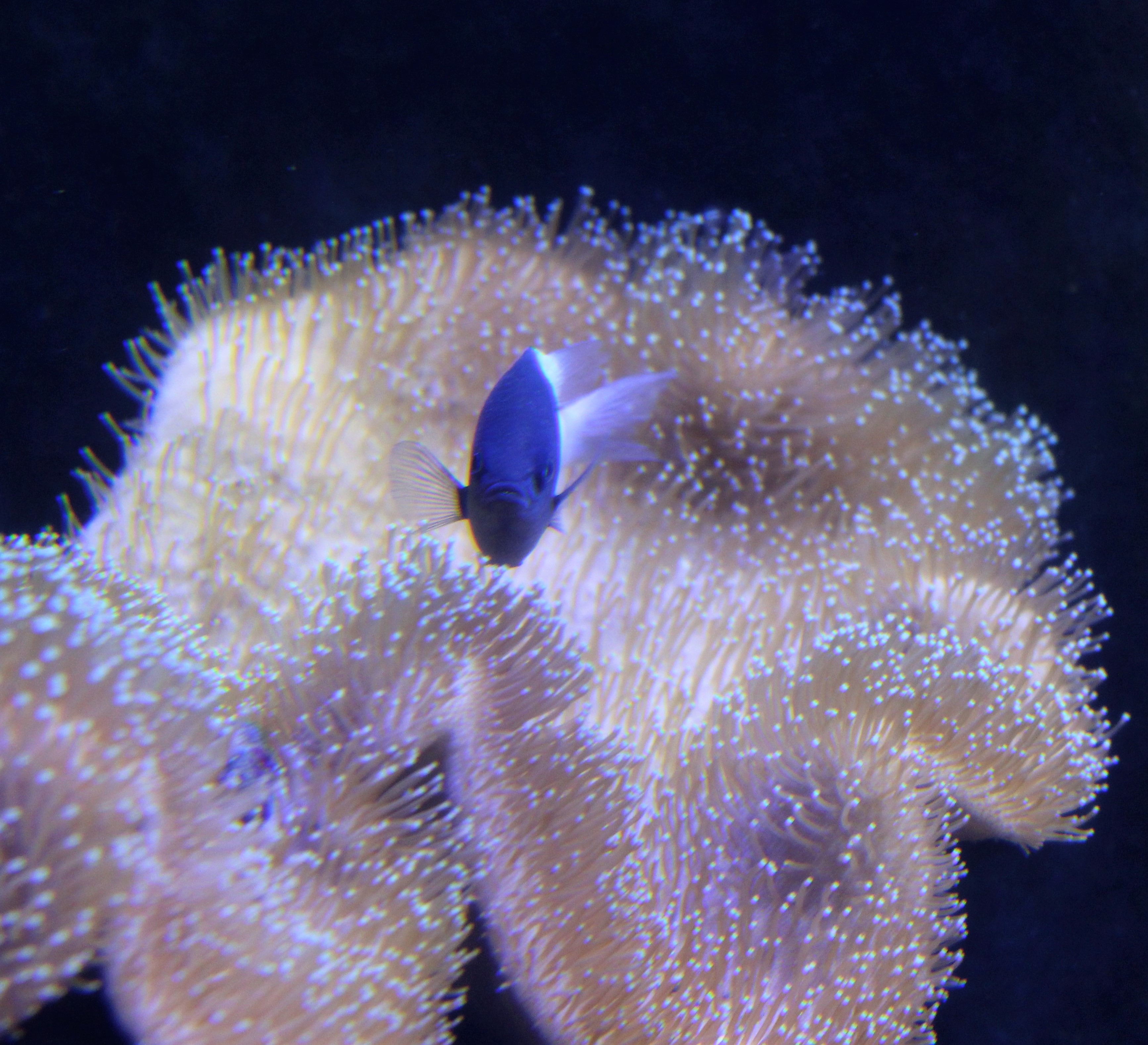
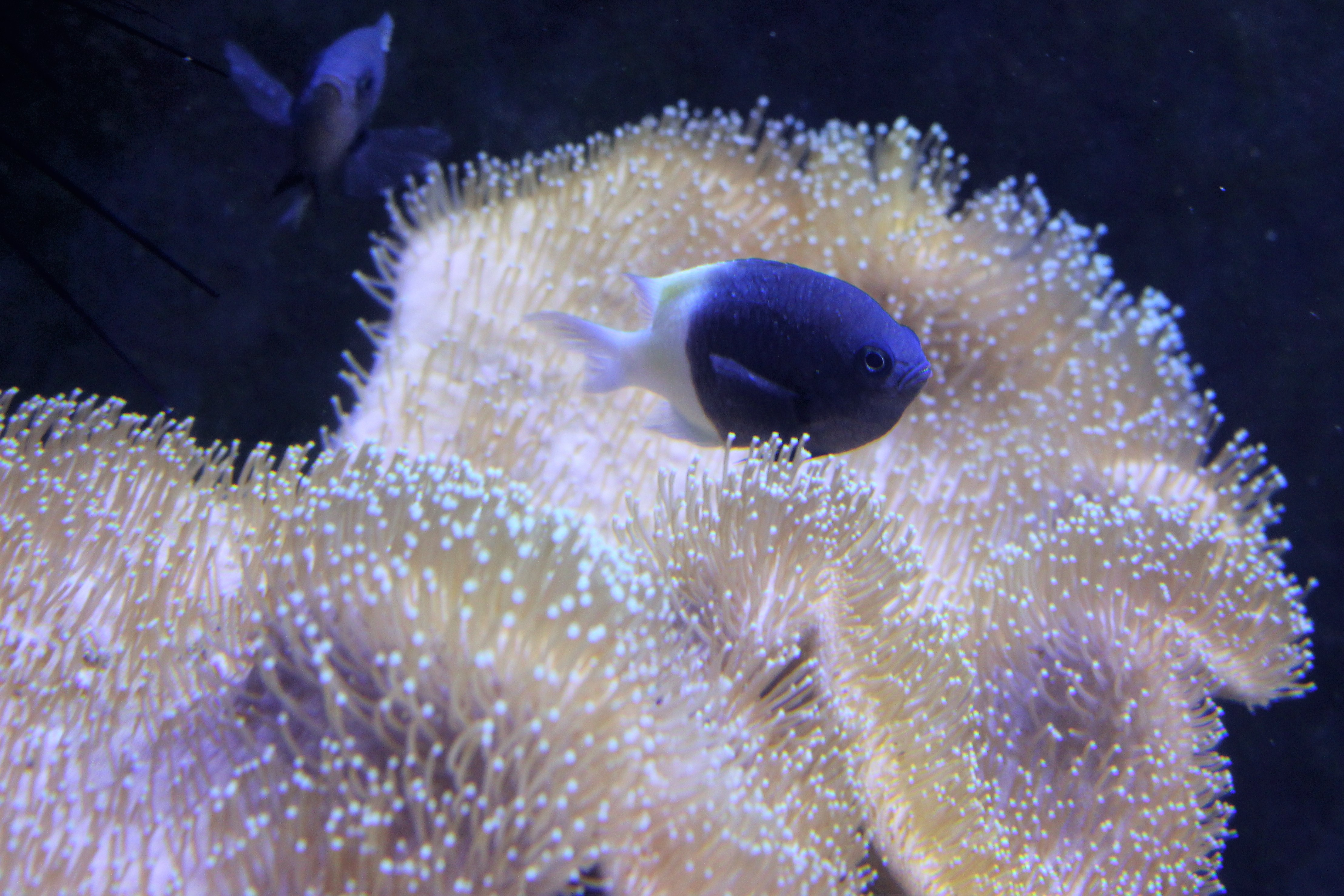
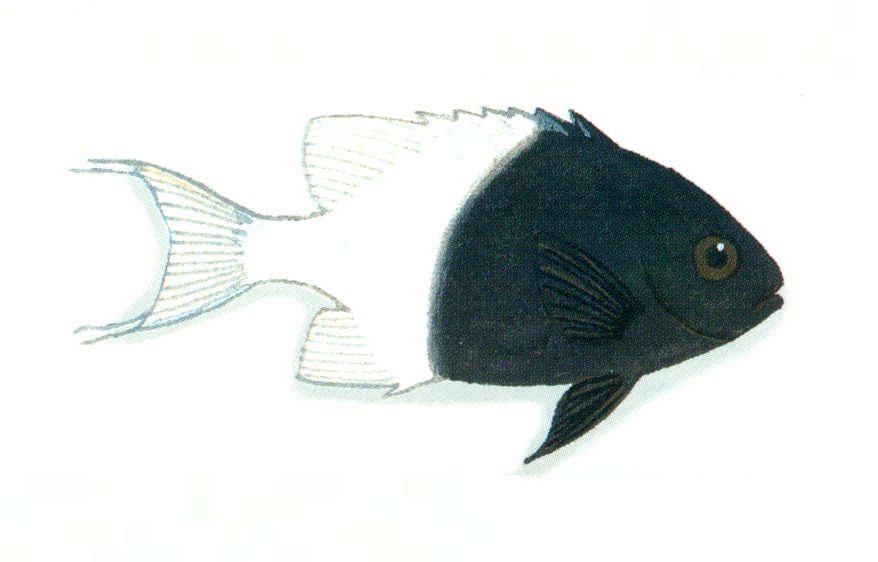
Rajz a halról